# Ораовица (Прешево)
Ораовица (алб. Rahovicë) је насеље у Србији, у општини Прешево, у Пчињском округу. Према попису из 2022. живео је 4.181 становник.
Овде се налази Манастир Светог великомученика Георгија у Ораовици.

## Демографија
У насељу Ораовица живи 2.329 пунолетних становника, а просечна старост становништва износи 28,8 година (27,5 код мушкараца и 30,2 код жена). У насељу има 757 домаћинстава, а просечан број чланова по домаћинству је 4,99.
Ово насеље је великим делом насељено Албанцима (према попису из 2002. године).
|  |

| Демографија | Демографија | Демографија |
| Година      | Становника  | Становника  |
| ----------- | ----------- | ----------- |
| 1948.       | 2.189       |             |
| 1953.       | 2.388       |             |
| 1961.       | 2.698       |             |
| 1971.       | 3.284       |             |
| 1981.       | 3.776       |             |
| 1991.       | 4.113       | 3.861       |
| 2002.       | 3.774       | 5.142       |
| 2022.       | 4.181       |             |

| Етнички састав према попису из 2002.‍ | Етнички састав према попису из 2002.‍ | Етнички састав према попису из 2002.‍ | Етнички састав према попису из 2002.‍ | Етнички састав према попису из 2002.‍ |
| ------------------------------------ | ------------------------------------ | ------------------------------------ | ------------------------------------ | ------------------------------------ |
|                                      |                                      |                                      |                                      |                                      |
| Албанци                              | Албанци                              |                                      | 3.737                                | 99,01%                               |
| Муслимани                            | Муслимани                            |                                      | 2                                    | 0,05%                                |
| Срби                                 | Срби                                 |                                      | 1                                    | 0,02%                                |
| непознато                            | непознато                            |                                      | 26                                   | 0,68%                                |

| Година пописа     | 1948. | 1953. | 1961. | 1971. | 1981. | 1991. | 2002. |
| ----------------- | ----- | ----- | ----- | ----- | ----- | ----- | ----- |
| Број домаћинстава | 317   | 358   | 396   | 473   | 547   | 630   | 757   |

| Број чланова      | 1  | 2  | 3  | 4   | 5   | 6   | 7  | 8  | 9  | 10 и више | Просек |
| ----------------- | -- | -- | -- | --- | --- | --- | -- | -- | -- | --------- | ------ |
| Број домаћинстава | 26 | 58 | 92 | 144 | 146 | 132 | 77 | 44 | 24 | 14        | 4,99   |

| Пол    | Укупно | Неожењен/Неудата | Ожењен/Удата | Удовац/Удовица | Разведен/Разведена | Непознато |
| ------ | ------ | ---------------- | ------------ | -------------- | ------------------ | --------- |
| Мушки  | 1.240  | 423              | 767          | 44             | 3                  | 3         |
| Женски | 1.306  | 324              | 859          | 116            | 6                  | 1         |
| УКУПНО | 2.546  | 747              | 1.626        | 160            | 9                  | 4         |

| Пол    | Укупно                    | Пољопривреда, лов и шумарство | Рибарство                            | Вађење руде и камена | Прерађивачка индустрија       |
| ------ | ------------------------- | ----------------------------- | ------------------------------------ | -------------------- | ----------------------------- |
| Мушки  | 469                       | 162                           | 0                                    | 0                    | 53                            |
| Женски | 196                       | 160                           | 0                                    | 0                    | 4                             |
| УКУПНО | 665                       | 322                           | 0                                    | 0                    | 57                            |
| Пол    | Производња и снабдевање   | Грађевинарство                | Трговина                             | Хотели и ресторани   | Саобраћај, складиштење и везе |
| Мушки  | 2                         | 5                             | 19                                   | 1                    | 8                             |
| Женски | 0                         | 0                             | 1                                    | 0                    | 1                             |
| УКУПНО | 2                         | 5                             | 20                                   | 1                    | 9                             |
| Пол    | Финансијско посредовање   | Некретнине                    | Државна управа и одбрана             | Образовање           | Здравствени и социјални рад   |
| Мушки  | 0                         | 2                             | 13                                   | 46                   | 15                            |
| Женски | 0                         | 0                             | 2                                    | 13                   | 4                             |
| УКУПНО | 0                         | 2                             | 15                                   | 59                   | 19                            |
| Пол    | Остале услужне активности | Приватна домаћинства          | Екстериторијалне организације и тела | Непознато            | Непознато                     |
| Мушки  | 4                         | 0                             | 0                                    | 139                  | 139                           |
| Женски | 0                         | 0                             | 0                                    | 11                   | 11                            |
| УКУПНО | 4                         | 0                             | 0                                    | 150                  | 150                           |